# Biebertal
Biebertal é um município da Alemanha, situado no distrito de Gießen, no estado de Hesse. Tem 43,92 km² de área, e sua população em 2019 foi estimada em 10.048 habitantes.